# Adalbert Baltes
Franz Emil Adalbert Baltes (* 27. Juli 1916 in Wiesbaden; † 5. April 1992 in Uetersen) war ein deutscher Regisseur von Kultur- und Werbefilmen und Erfinder.

## Leben und Wirken als Filmregisseur
Adalbert Baltes war der Sohn des aus Bitburg stammenden Landwirts Emil Baltes, der mit Wilhelmine, geborene Scheuer, verheiratet war. Baltes besuchte zunächst ein Realgymnasium und studierte anschließend an der Folkwangschule in Essen und an der Berliner Schule Reimann. Während des Zweiten Weltkriegs wurde er 1939 zur Wehrmacht eingezogen und 1941 aufgrund einer schweren Verletzung, die die Amputation eines Beines erforderlich machte, entlassen. Baltes arbeitete daraufhin als Dramaturg in der Abteilung Wirtschafts- und Werbefilm bei der UFA. Im selben Jahr heiratete er in Münster Charlotte Koch, die ein Jahr später die gemeinsame Tochter Barbara zur Welt brachte. 
1947 bewarb sich Baltes bei mehreren Filmproduktionen und meldete sich im Januar 1949 mit der Adresse Johnsallee in Hamburg-Rotherbaum bei der Behörde an. Im Auftrag der Alster-Film-Studios schrieb und inszenierte er seinen ersten Kulturfilm „Zwischen Strom und Meer“. Der Film wurde erstmals 1950 in Cuxhaven vorgeführt. Kurze Zeit später schrieb Baltes im Auftrag von Roto-Film das Drehbuch für einen Ende 1951 erstmals gezeigten Kurzfilm mit dem Titel „Das ist meine Welt“. Zudem verfasste er Aufsätze, in denen er die Suggestivkräfte des Mediums Film behandelte und über Möglichkeiten nachdachte, diese als Werbemittel nutzen zu können.
Mit seiner 1952 gegründeten eigenen Produktionsfirma erstellte er in der Folgezeit zahlreiche Werbefilme. Zu den Kunden des Unternehmens mit Sitz in der St. Benedictstraße gehörten unter anderem Esso, Steinway & Sons, die Hamburger Kreditbank und das Café Keese. 1953 und 1955 erstellte Baltes zwei Filme, die das kulturelle Leben Hamburgs thematisierten. 1955 war er der erste Hamburger Regisseur, der über eine CinemaScope-Kamera verfügte und mit der er einige hamburgbezogene Filme drehte. Aufgrund mangelnder Nachfrage nach derartigen Filmen konzentrierte sich Baltes ab 1957 wieder auf die Produktion von Werbe- und Industriefilmen. 
Nach dem Ende seiner beruflichen Tätigkeit zog Baltes Ende 1990 mit seiner Frau von Eppendorf nach Uetersen.
Adalbert und Charlotte Baltes hatten zwei Töchter: Barbara (geb. 1942 in Berlin) und Sylvia Monica (geb. am 31. Dezember 1953).

## Wirken als Erfinder
Neben der Arbeit als Regisseur betätigte sich Baltes als Erfinder. Zunächst versuchte er, ein 360°-Kino zu realisieren. Bei dieser Bauform, die auch von anderen Entwicklern verfolgt wurde, sollte durch eine besondere Projektionstechnik der Eindruck erweckt werden, dass er sich inmitten des Geschehens befände. Baltes wählte hierfür den Begriff „Cinetarium“, welcher aufgrund von Bauform und Projektionstechnik an ein Planetarium erinnern sollte. Er stellte das „kugelförmige Filmtheater Cinetarium“ 1958 auf der Fachmesse Photokina in Köln vor. Das Bild sollte dabei mittels Spiegeltechnik auf eine im Kino hängende, kugelförmige Leinwand projiziert werden. Zur Realisierung der Idee gründete Baltes gemeinsam mit zwei Teilhabern im März 1959 die Cinetarium Film Baltes KG. Die Firma entwickelte jedoch nicht mehr als ein provisorisch eingerichtetes Experimentierkino. Die gewählte Technik zeigte zwar eine optische Wirkung, die sich jedoch im Wesentlichen auf wenige Plätze in der Saalmitte beschränkte. Hinzu kamen Abbildungsfehler und Verzerrungen, die technisch nicht gelöst werden konnten. Auch wenn Baltes versuchte, die Probleme zu beheben, verkaufte er die Technik 1963 nach Japan.
In den 1970er Jahren befasste sich Baltes mit akustischen und kinetischen Verfahren. Für die Internationalen Gartenschau 1973, die in diesem Jahr in Hamburg stattfand, plante er die Installation eines „Schwebe-Kinos“. Dabei sollten die Betrachter an Gummiringen fixiert durch einen großen Raum fliegen und dabei durch an die Wand projizierte Wolken das Gefühl des Schwebens oder Fliegens suggeriert werden. Baltes hatte auch die Idee, einen „Riesenkristall“ auf dem Domplatz in Hamburg zu errichten, der Platz für ein Medienzentrum bieten sollte. Beide Ideen wurden nicht realisiert.
Baltes hatte auch Pläne, ein als „SASO“ bezeichnetes Geruchsfernsehen zu entwickeln. Das 1979 auf der Funkausstellung präsentierte Projekt wurde jedoch nie realisiert. Seine umfangreiche Sammlung kinematografischer Geräte vermachte Baltes 1979 dem Filmmuseum Düsseldorf.